# 27 Korpus Obrony Powietrznej (ZSRR)
27 Korpus Obrony Powietrznej – wyższy związek taktyczny wojsk obrony przeciwlotniczej Sił Zbrojnych ZSRR.

## Struktura organizacyjna
W latach 1991–1992
- dowództwo – Ryga
- 183 Brygada Rakietowa Obrony Powietrznej
- 207 Brygada Rakietowa Obrony Powietrznej
- 81 Brygada Radiotechniczna
- 144 pułk radiotechniczny